# The Number of the Beast
The Number of the Beast (englisch für „Die Zahl des Tieres“) ist das dritte Studioalbum der britischen Heavy-Metal-Band Iron Maiden. Es wurde am 22. März 1982 veröffentlicht und von Martin Birch produziert. Der Titel des Albums bezieht sich auf die Offenbarung des Johannes, in der 666 als „die Zahl des Tieres“, also des Teufelsvertreters auf Erden, bezeichnet wird.

## Entstehung

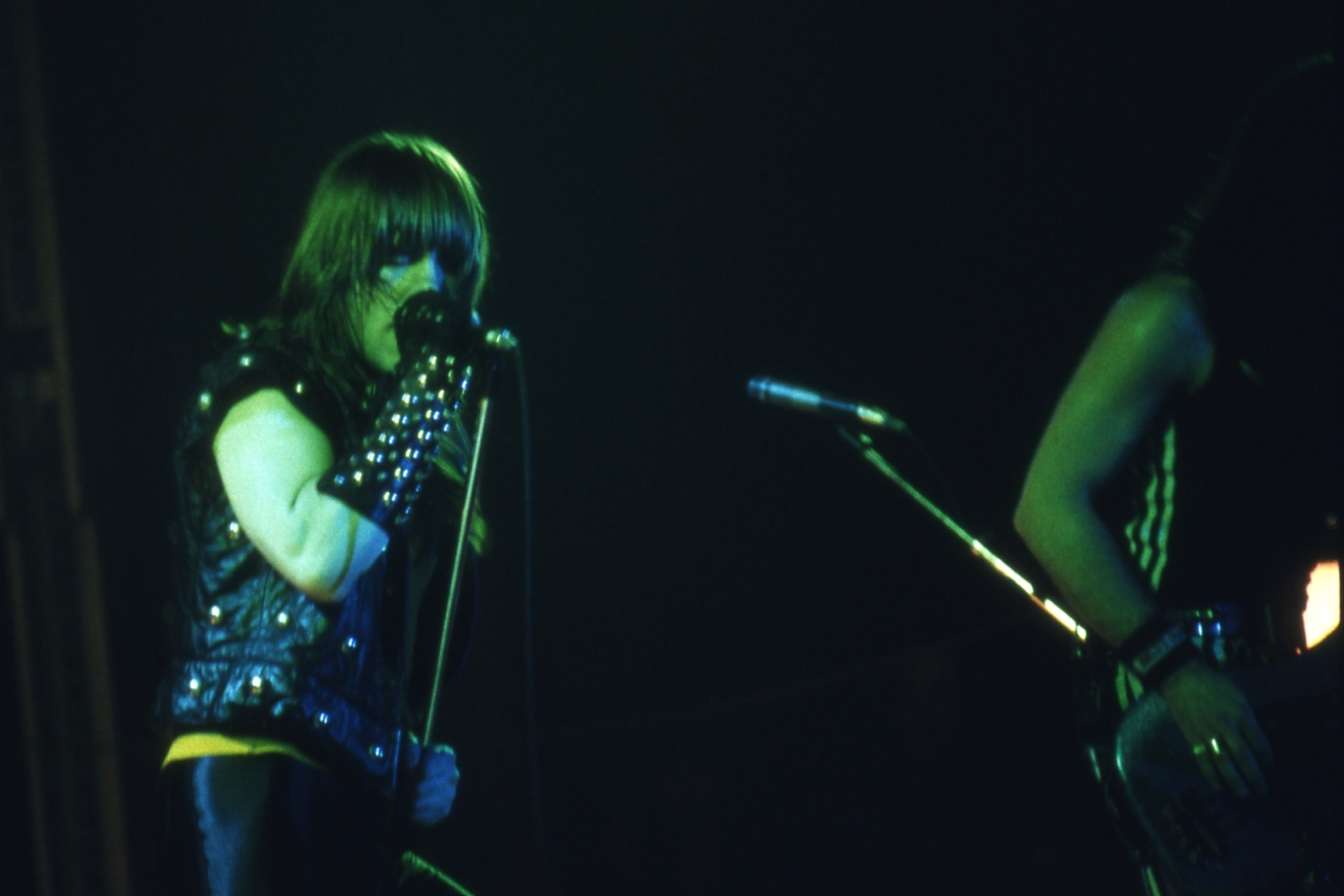
Bruce Dickinson und Steve Harris bei einem Konzert der Number of the Beast Tour (1982)

Dieses Album ist das erste mit dem Sänger Bruce Dickinson, der im September 1981 zur Band stieß. Seine Art zu singen brachte ihm den Spitznamen „Air Raid Siren“ („Luftschutzsirene“) ein. Nachdem die Band einige Konzerte in Italien gespielt hatte, begann sie neue Lieder zu schreiben. Im Gegensatz zu den ersten beiden Alben wurden keine Ideen aus früheren Bandtagen verwendet. Letztmals beteiligte sich Schlagzeuger Clive Burr am Songwritingprozess. The Number of the Beast ist eines der wenigen Iron-Maiden-Alben ohne einen Beitrag von Gitarrist Dave Murray.
Auch Bruce Dickinson war am Songwriting beteiligt, er steuerte Teile zu Children of the Damned, The Prisoner, Run to the Hills und Gangland bei. Aufgrund des Vertrages mit seiner alten Band Samson durfte sein Mitwirken nicht publik gemacht werden. In verschiedenen Interviews gab Dickinson allerdings Hinweise auf seine Beteiligung. Adrian Smith gab versehentlich zu, dass Dickinson auch beim Titellied beteiligt war. In einem YouTube-Video erklärt Smith: „Dieses Lied ist in D geschrieben, einer ungewöhnlichen Note. Das liegt daran, dass Bruce das Lied geschrieben hat.“
Aufgenommen wurde das Album zwischen Dezember 1981 und Februar 1982 in den Battery Studios in London. Der Prozess des Abmischens musste für zwei Wochen unterbrochen werden. Produzent Martin Birch war an einem verregneten Sonntagabend in einen Autounfall verwickelt. Die Rechnung der Werkstatt belief sich auf exakt 666 Pfund Sterling. Birch schwört bis heute, dass er diese Summe nicht erfunden hat.

## Covergestaltung
Das Cover des Albums wurde von Derek Riggs gestaltet. Es zeigt das Bandmaskottchen Eddie, das den Teufel als Marionette hält. Der Teufel wiederum hält einen kleineren Eddie als Marionette. Ursprünglich sollte das Bild für die Single zu Purgatory vom Vorgängeralbum Killers verwendet werden. Die Band war aber der Meinung, dass das Bild viel zu gut für eine Single sei. Daher musste Riggs für Purgatory ein neues Bild entwerfen.
Das Artwork des Albums wurde 1999 von der Band S.O.D. auf ihrem Album Bigger Than the Devil parodiert. Eine weitere Parodie wurde vom New Yorker Hip-Hop-Label Uncle Howie Records für ein T-Shirt verwendet.

## Songinformationen

### Invaders
Invaders wurde wegen des hohen Tempos an die erste Stelle gesetzt. Es gibt von der Band Judas Priest ein Lied namens Invader, welches einen ähnlichen Refrain hat.

### Children of the Damned
Das Lied basiert auf den Filmen Das Dorf der Verdammten und Children of the Damned. Beide Filme wiederum basieren auf der Novelle „The Midwich Cuckoos“ (dt. Titel: Es geschah am Tage X... bzw. Kuckuckskinder) von John Wyndham.

### The Prisoner
Der Song The Prisoner fängt mit einem Sample aus der gleichnamigen Fernsehserie The Prisoner an. Harris und Smith waren zur damaligen Zeit Fans der Serie. Bandmanager Rod Smallwood fragte persönlich beim Hauptdarsteller Patrick McGoohan nach, ob Iron Maiden das Sample verwenden durften. Die Thematik des Liedes wurde mit dem Lied Back in the Village (vom Album Powerslave) fortgesetzt.

### 22 Acacia Avenue
Dieses Lied setzt die Geschichte von Charlotte the Harlot (vom Debütalbum Iron Maiden) fort. Bei Charlotte handelt es sich um eine Prostituierte. Die Geschichte wird mit den Liedern Hooks in You (vom Album No Prayer for the Dying) und From Here to Eternity (vom Album Fear of the Dark) fortgeführt.

### The Number of the Beast
Das Titellied wurde als zweite Single ausgekoppelt und erreichte Platz 18 der britischen Singlecharts.
The Number of the Beast belegte Platz 7 in der Liste der 40 besten Metalsongs aller Zeiten des TV-Senders VH1.
Aufgrund des Titels wurde den Bandmitgliedern Satanismus vorgeworfen. Vor einem Konzert in Long Beach, Kalifornien protestierten einige amerikanische Christen vor dem Stadion. Die Demonstranten wollten einen Haufen von Iron-Maiden-Schallplatten anzünden. Eine anwesende Person verhinderte dies mit der Begründung, dass „der Rauch des Teufels uns vergiften würde“. Also wurden die Schallplatten mit Hämmern zerstört. Sänger Bruce Dickinson machte sich beim Konzert im Rahmen des Reading Festivals über diese Sache lustig. Im Songtext verarbeitete Komponist Steve Harris nicht nur einen persönlichen Albtraum, sondern ließ sich dafür ebenso von dem Gedicht Tam o’ Shanter des schottischen Schriftstellers Robert Burns inspirieren.

### Run to the Hills
Das Lied handelt von einem Konflikt zwischen dem Stamm der Cree und den Soldaten, die das Land des Stammes erobern. Die erste und dritte Strophe wurden aus Sicht der Ureinwohner geschrieben, während die zweite Strophe die Sicht der Soldaten schildert. Das ursprüngliche Video enthielt Sequenzen der Kurzfilmkomödie The Uncovered Wagon von 1923 mit James Parrott. Ende der 1990er Jahre wurde ein neues Video hergestellt. Es enthält Flash-Animationen von Eddie in einer futuristischen Wildwestlandschaft.
Run to the Hills belegte Platz 27 in der Liste der 40 besten Metalsongs aller Zeiten des TV-Senders VH1.

### Gangland
Gangland entstand gegen Ende der Aufnahmen. Dieses Lied rutschte in letzter Sekunde aufs Album. Es enthält einen kleinen Fehler. Nach einem kurzen Gitarrensolo von Adrian Smith folgt ein ca. 15-sekündiger Instrumentalteil. Hier sollte eigentlich Dave Murray ein Solo spielen, welches aber schlichtweg vergessen wurde. Der Fehler fiel erst beim Abmischen auf und konnte nicht mehr korrigiert werden.

### Total Eclipse
Das Lied Total Eclipse war fest für das Album eingeplant. Es wurde jedoch gegen das Lied Gangland ausgetauscht, welches kurz vor Beendigung der Aufnahmen entstanden ist. Aufgrund der limitierten Spielzeit der LPs konnten nicht beide Lieder auf das Album. Die Entscheidung, Gangland anstatt Total Eclipse aufs Album zu packen, stieß vielfach auf Unverständnis. Bei der Wiederveröffentlichung 1998 wurde diese Entscheidung korrigiert.

### Hallowed Be Thy Name
Hallowed Be Thy Name gehört neben dem Titellied und Run to the Hills zu den bekanntesten Liedern von Iron Maiden. Das Lied beschreibt die Gedanken eines zum Tode verurteilten Mannes, bevor er am Galgen erhängt wird. Anfangs ist er verängstigt, stellt aber später fest, dass er keine Angst vor dem Tod hat. Teile des Textes stammen vom Lied Life’s Shadow der Band Beckett.
Das Lied wurde 1993 in einer Liveversion als Single veröffentlicht. Als B-Seite hört man Liveversionen von The Trooper, Wasted Years und Wrathchild.
Der Song wurde von der Zeitschrift Rock Hard als drittbestes Rock- und Metal-Lied aller Zeiten gekürt.

## Titelliste

### Originalalbum
1. Invaders (Steve Harris) – 3:22
2. Children of the Damned (Steve Harris) – 4:33
3. The Prisoner (Adrian Smith, Steve Harris) – 6:00
4. 22 Acacia Avenue (Steve Harris, Adrian Smith) – 6:38
5. The Number of the Beast (Steve Harris) – 4:50
6. Run to the Hills (Steve Harris) – 3:47
7. Gangland (Adrian Smith, Clive Burr) – 3:49
8. Hallowed Be Thy Name (Steve Harris) – 7:10

### Wiederveröffentlichung 1995
Die Wiederveröffentlichung aus dem Jahre 1995 enthält eine Bonus-CD mit den Liedern Total Eclipse und einer Liveaufnahme von Remember Tomorrow. Es handelte sich um die B-Seiten der beiden ausgekoppelten Singles.

### Wiederveröffentlichung 1998
1998 wurde The Number of the Beast neu veröffentlicht. Zuerst wurde das Titelcover farblich neugestaltet. Das alte, bläulich wirkende Cover war nur durch einen Druckfehler entstanden. Dazu wurde die damalige B-Seite von der Run to the Hills-Single Total Eclipse als regulärer Titel auf das Album eingefügt. Alle Titel wurden außerdem neu gemastert. Dazu gibt es auf der CD einen Multimediateil mit den Videos der beiden Singleauskopplungen.
1. Invaders – 3:21
2. Children of the Damned – 4:33
3. The Prisoner – 6:00
4. 22 Acacia Avenue – 6:38
5. The Number of the Beast – 4:50
6. Run to the Hills – 3:47
7. Gangland – 3:49
8. Total Eclipse (Steve Harris, Dave Murray, Clive Burr) – 4:28
9. Hallowed Be Thy Name – 7:10

## Singleauskopplungen

### Run to the Hills(1982)
Run to the Hills war die erste Singleauskopplung und wurde am 12. Februar 1982 veröffentlicht. Es war die erste Single mit Bruce Dickinson als Sänger. Auf der B-Seite befand sich das Lied Total Eclipse. Run to the Hills gehört zu den bekanntesten Liedern von Iron Maiden und ist auch heute noch ein fester Bestandteil eines Iron-Maiden-Konzerts. Die Single verkaufte sich in Großbritannien über 250.000 Mal, was für Platz sieben der Singlecharts reichte.

### The Number of the Beast(1982)
Bis heute ist The Number of the Beast das einzige Titellied, welches als Single veröffentlicht wurde. Als B-Seite wurde eine Liveaufnahme von Remember Tomorrow verwendet. In den britischen Singlecharts belegte das Lied Platz 18.

### Run to the Hills(Live, 1985)
1985 wurde das Lied zum zweiten Mal als Single veröffentlicht, diesmal als Liveversion. Die B-Seiten waren Liveaufnahmen von The Phantom of the Opera und Losfer Words (Big ’Orra). Die Lieder wurden für das Album Live After Death aufgenommen.

### Run to the Hills(Live, 2002)
Anfang 2002 wurde das Lied zum dritten Mal als Single veröffentlicht. Es existieren zwei Versionen mit unterschiedlichen B-Seiten. Die Einnahmen gingen an den Clive Burr MS Trust Fund. Der damalige Iron-Maiden-Schlagzeuger litt an multipler Sklerose. Die Lieder wurden für das Livealbum Rock in Rio aufgenommen.

### The Number of the Beast(2005)
Die zweite Veröffentlichung des Titelliedes als Single enthält das Lied The Number of the Beast in der Studioversion sowie im Jahre 2002 aufgenommene Liveversionen des Titelliedes und von Hallowed Be Thy Name und Children of the Damned. Dazu gibt es den Videoclip sowie ein Livevideo, welches ebenfalls 2002 aufgenommen wurde.

## Rezeption
Mit diesem Album gelang Iron Maiden der weltweite Durchbruch und bis heute gilt es als eines der wichtigsten Alben des Heavy Metal. Das Onlinemagazin MetalRules.com kürte es zum zweitbesten Metalalbum aller Zeiten (nach Master of Puppets von Metallica).
In den britischen Albumcharts erreichte das Album Platz eins. Es war das erste Mal, dass eine Heavy-Metal-Band auf der Spitzenposition stand.
Ein Lied der Band Cigarettes After Sex enthält die Zeile And "Number of the Beast" is on your Walkman.

## Kommerzieller Erfolg

### Chartplatzierungen
| ChartsChartplatzierungen       | Höchstplatzierung | Wochen |
| ------------------------------ | ----------------- | ------ |
| Deutschland (GfK)              | 11 (27 Wo.)       | 27     |
| Österreich (Ö3)                | 3 (16 Wo.)        | 16     |
| Schweiz (IFPI)                 | 23 (3 Wo.)        | 3      |
| Vereinigte Staaten (Billboard) | 33 (65 Wo.)       | 65     |
| Vereinigtes Königreich (OCC)   | 1 (35 Wo.)        | 35     |

| ChartsJahrescharts (1982) | Platzierung |
| ------------------------- | ----------- |
| Deutschland (GfK)         | 58          |

### Auszeichnungen für Musikverkäufe
| Land/Region                  | Auszeichnungen für Musikverkäufe (Land/Region, Auszeichnung, Verkäufe) | Verkäufe  |
| ---------------------------- | ---------------------------------------------------------------------- | --------- |
| Australien (ARIA)            | Platin                                                                 | 50.000    |
| Deutschland (BVMI)           | Gold                                                                   | 250.000   |
| Italien (FIMI)               | Gold                                                                   | 25.000    |
| Kanada (MC)                  | 3× Platin                                                              | 300.000   |
| Neuseeland (RMNZ)            | 2× Platin                                                              | 40.000    |
| Niederlande (NVPI)           | Gold                                                                   | 50.000    |
| Österreich (IFPI)            | Gold                                                                   | 25.000    |
| Polen (ZPAV)                 | Gold                                                                   | 10.000    |
| Schweiz (IFPI)               | Gold                                                                   | 50.000    |
| Spanien (Promusicae)         | Gold                                                                   | 50.000    |
| Vereinigte Staaten (RIAA)    | Platin                                                                 | 1.000.000 |
| Vereinigtes Königreich (BPI) | Platin                                                                 | 300.000   |
| Insgesamt                    | 7× Gold · 8× Platin ·                                                  | 2.150.000 |

Hauptartikel: Iron Maiden/Auszeichnungen für Musikverkäufe

## Coverversionen
Die Progressive-Metal-Band Dream Theater spielte das komplette Album auf einem Konzert in Paris, im Rahmen ihrer Welttournee 2002 als „Special – Live“, und brachte einen Livemitschnitt auf CD über ihr eigenes Label YtseJam Records heraus. Die Rockband The Djali Zwan spielte für den im Jahr 2002 erschienenen Film Spun eine Akustik-Version von The Number of the Beast ein. Neben diversen Tributealben existieren außerdem eine Fülle von Coverversionen bekannter Bands auf deren Veröffentlichungen, u. a. von Iced Earth, Cradle of Filth und Kreator.